# タニノチカラ
タニノチカラ（1969年4月14日 - 1980年4月10日）は、日本の競走馬、種牡馬。
1971年に中央競馬でデビュー。二度の骨折を経て1973年より頭角を現し、同年の天皇賞（秋）に優勝。翌1974年には有馬記念を制し、前年から2年連続で優駿賞最優秀5歳以上牡馬に選出された。1975年春のマイラーズカップ競走後に故障が判明し引退。通算24戦13勝。1973年以降の主戦騎手は田島日出雄。競走馬引退後は種牡馬となったが、供用5年目の1980年春に動脈瘤破裂のため死亡した。
半兄（異父兄）に1970年の皐月賞、東京優駿（日本ダービー）を制したタニノムーティエがいる。
※以下、馬齢は日本で2000年以前に使用された数え年で記述する。

## 経歴

### 生い立ち
1969年、北海道静内町のカントリー牧場に生まれる。父ブランブルーはフランスからの輸入馬で競走馬時代はプランタン大賞に優勝。母タニノチエリは不出走だったが、この翌年に本馬の半兄（異父兄）タニノムーティエがクラシック二冠を制し、デビュー前から大きな注目を集める存在となった。

### 戦績

#### 3歳時（1971年）
1971年9月、阪神開催でデビュー。兄の手綱を執った安田伊佐夫が騎手を務め、初戦は3着だったが、2戦目で2着に5馬身差をつけての初勝利を挙げる。その後、翌年のクラシック競走への出走権を確実に得ておこうと、間隔を詰めたローテーションで出走していたが、4戦目・野菊賞（2着）の競走中に骨折し、休養を余儀なくされた。なお、それから間もない11月8日には馬主の谷水信夫が交通事故で急逝し、所有権は息子の谷水雄三に引き継がれた。
この年末に関東で馬インフルエンザが発生、翌年1、2月の東京、中山開催が中止となったことで春のクラシックは順延される。タニノチカラは7月にずれこんだ東京優駿（日本ダービー）を大目標に調教を再開していたが、その最中に左前種根骨を骨折。獣医師からは予後不良が宣告されたが、カントリー牧場長の西山清一が谷水に治療を訴え、これが容れられてタニノチカラは牧場で療養生活に入った。なお、三冠初戦の皐月賞は野菊賞で先着していたランドプリンスが制し、担当厩務員の近藤昭は「くやしさで夜も眠れなかった」と述懐している。

#### 5歳時（1973年）
牧場スタッフによる献身的な看護が奏功し、1973年3月頃からは運動を再開。そして野菊賞から約1年8カ月が経った同年7月、札幌開催で復帰した。それまで騎乗していた安田伊佐夫が小倉開催へ回っていたため、新たな騎手に田島日出雄を迎えた。3歳時には兄ムーティエと同様の追い込み戦法をとっていたが、「10頭乗ったら8頭は逃げる」田島が騎乗を始めてからは先行策をとるようになり、復帰から3連勝を遂げる。4戦目のオホーツクハンデキャップは4着となったが、ゴール前では鋭い伸び脚を見せた。秋に入っての初戦には、54キログラムという恵まれた負担重量もあり、格上挑戦で重賞・朝日チャレンジカップへ出走。2番手追走から最終コーナーで先頭に立ち、2着に2馬身半差をつけて重賞初勝利を挙げた。続くハリウッドターフクラブ賞では、ヤマニンウエーブ、メジロムサシという2頭の天皇賞優勝馬を抑えて1番人気に支持されると、肩に軽くムチを入れられたのみでメジロムサシに2馬身半差をつけ、重賞2連勝を遂げた。天皇賞（秋）への前哨戦として臨んだ目黒記念（秋）ではスタートでの出遅れもあって3着となったが、評価を落とすことはなかった。
11月25日の天皇賞（秋）では、同世代で前年4歳クラシックを賑わせていた「関西三強」ことランドプリンス、ロングエース、タイテエムは全馬リタイアしており、当年春から三重賞を制していた関東のハクホオショウとタニノチカラの対決とみられた。当日はハクホオショウ1番人気、タニノチカラ2番人気であったが、ハクホオショウはスタート直後に故障で競走を中止。タニノチカラは残り1000メートルの地点から先頭に立つと、そのままゴールまで押し切っての優勝を果たした。これは田島にとっても初めての八大競走制覇であった。前走の敗戦もあり、「負けたら降板」を覚悟していた田島は、2着ミリオンパラ騎乗の戌亥信昭に「お前の馬に負けとったら俺、帰りの新幹線で飛び降りて死ななきゃならんかった」と話し掛けたという。
年末にはグランプリ競走・有馬記念にファン投票第7位で出走。当日は、当時空前の競馬ブームを牽引していた4歳馬・ハイセイコーに次ぐ2番人気に推された。レースはスローペースで推移するなか、田島タニノチカラは後方でハイセイコーをマークしながら進んだが、ハイセイコーが仕掛けないため動くことができず、結果として先行したストロングエイトとニットウチドリ、さらにハイセイコーも交わせずの4着に終わった。競走後、消極的に過ぎる騎乗だったとして田島は激しい非難の声に晒されたが、田島によればハイセイコーをマークする作戦は調教師の島崎宏の指示であったため、島崎からは何らの叱言もなかった。
最後は敗れたものの、タニノチカラは当年、最優秀5歳以上牡馬に選出された。また、父・信夫が死去してから競馬事業の撤収も考えていた谷水雄三は、その活躍に触発されて父同様に競馬へのめりこんでいくことになる。

#### 6歳時（1974年）
翌1974年は、1月からオープン競走2戦（いずれも安田隆行騎乗）を1、2着としたのち、騎手を田島に戻して京都記念（春）に出走。降雪による重馬場に、61キログラムという負担重量がかさなりながらも1番人気に支持されたが、52キログラムと軽量のスカイリーダにゴール直前でハナ差かわされ、2着と敗れた。スカイリーダ騎乗の高橋成忠は、勝因として9キログラムの負担重量差を挙げている。続く大阪杯でも2着となり、休養に入る。
9月にサファイヤステークスで復帰。スタートで出遅れて3着となったが、以後京都大賞典、オープン競走（河内洋騎乗）と連勝。12月15日には有馬記念にファン投票4位で出走した。1、2位は、互いのライバル関係が知られたハイセイコーとタケホープで、両馬ともこれが引退レースであった。一方のタニノチカラは「120パーセントの出来」（近藤）という好調で、表彰式に備えた島崎が日ごろ嫌うネクタイを締めて現れたほどだったが、当日はタケホープに次ぐ2番人気だった。スタートが切られるとタニノチカラが他の逃げ馬を制して先頭を奪い、中盤の向正面ではハイセイコー2番手、タケホープが3番手と続いた。最後の直線に入るとタニノチカラは両馬を一気に突き放し、ハイセイコーに5馬身差をつけて前年の雪辱を果たした。前年とは異なり田島は島崎から何の指示も受けておらず、「今度こそ本当の勝負やから、また負けたらそれこそけったくそが悪い。だからスタートすると思いっきり行っちゃった。もう、クビになってもいいやという気分やったね」と振り返っている。

#### 7歳時（1975年）
2年連続の最優秀5歳以上馬に選出されたタニノチカラは、有馬記念連覇を目標に、翌1975年も現役を続行。緒戦の京都記念では、前年以上の63キログラムという斤量を負いながら、2着クラウンパレードに大差（10馬身以上）、タイム差にして1.7秒差をつけて圧勝した。競走後には相手陣営から「リヤカーでも引かせて勝負をしないとレースにならない」という声も聞かれた。なお、テレビ中継で実況アナウンスを担当した杉本清は、後年日本中央競馬会の広報誌『優駿』が企画した「史上最強馬」を決めるアンケートで、この競走を根拠にタニノチカラへ投票している。杉本の実況は次のようなものだった。
続くオープン競走では、前年秋のオープン競走勝利時に「記念写真を撮り忘れた」という理由で、初騎乗時に新人、このときは2年目の河内洋が再び起用され、強豪牝馬として知られたイットーを半馬身退けて前年からの5連勝を遂げた。のちに河内は顕彰者にも選出される名騎手となったが、タニノチカラは彼に凡馬と一流馬の乗り心地の差を知らしめた馬となり、河内はこのときの記念写真を「宝物」として残している。
次走にはマイラーズカップを予定していたが、このころタニノチカラは骨折した古傷の周囲に炎症の兆候が出ており、出否は微妙な状況であった。しかしこの競走には、前年のクラシック二冠馬で有馬記念には不出走だったキタノカチドキ、前走でタニノチカラ相手に善戦したイットーが顔を揃えたことで、ファンからもタニノチカラの出走を望む声が寄せられ、これに応える形で出走が決まった。斤量はタニノチカラ61kg、キタノカチドキ60kg、イットー52kgで、当日はタニノチカラが1番人気、続いてイットー、キタノカチドキと続いた。タニノチカラはレースで出遅れ気味にスタートすると、道中は両馬を直前に見ながら進んだが、最後の直線で追い込みきれず、キタノカチドキから1馬身4分の1、イットーとはハナ差の3着と敗れた。
競走後、タニノチカラは繋靱帯炎を発症。休養に入るも復帰できず、そのまま引退した。掲示板を外したことは一度もなかった。田島は後年マイラーズカップについて「まともにやったらあの2頭に負けるはずはなかった」と語った。

### 種牡馬時代
競走馬引退後は引退後はシンジケートを組まれ、故郷・カントリー牧場で種牡馬となった。タニノムーティエも種牡馬となっていたが、より大柄な馬体を持つタニノチカラには兄以上の期待が掛けられていた。しかし供用5年目の1980年4月10日、種付け中に突然仰向けに倒れ、そのまま死亡した。死因は大動脈破裂であった。12歳没。中央競馬では1984年の阪神障害ステークス（春）を勝ったシバリッキーが唯一の重賞勝利産駒である。ほか地方競馬で複数の重賞勝利馬が出ている。
なお、馬主の谷水雄三はタニノチカラに続く新たな活躍馬を求めて、カントリー牧場に続々と馬を増やしていった。しかしこれが牧場の地質低下を招き、また種牡馬として重用したタニノムーティエの失敗もあり、牧場は低迷に向かっていった。タニノチカラ以降、2002年にタニノギムレットが日本ダービーに優勝するまでの28年間、カントリー牧場から八大競走・GI競走に勝つ馬は現れなかった。

## 競走馬としての特徴・評価
首を低く下げた走行フォームが特徴で、「鼻面が地面にとどきそうなほど」、「首がひざにぶつかりそうな走り」だったと評される。谷水雄三によれば、一時は兄・タニノムーティエのように追い込みを教えようとしたが、そのフォームのせいで不向きだったという。強力な先行馬として知られるようになったが、厩務員の近藤昭は「本来はデビュー当時のような差し馬だったかも知れない。もし、古馬になって、差し脚を武器とする戦法をとっておれば、兄貴と同じように、34－35秒の決め手を発揮したと思う」と述べている。
八大競走2勝という成績ながら史上最強馬として捉える者もあり、1991年に『優駿』が競馬関係者や著名人を対象に行ったアンケートでは、「最強馬部門」でシンボリルドルフ、シンザン、タケシバオーに次ぐ4位となった。また1983年に同誌が読者を対象に行った同様のアンケートでは13位になっている。前述の杉本清がタニノチカラに投票したアンケートは前者のものだが、有馬記念（優勝時）を実況した小林皓正も「21世紀に伝えたい！私のこの1頭」というアンケートでタニノチカラを挙げた。「脚が強ければシンボリルドルフに匹敵するほど強かったのではないか」という評もあったが、調教師の島崎は「いつも状態は万全といえなかった。ルドルフは別格にしても、本当は実績以上に強い馬だったと思いますよ」と評している。
日本中央競馬会が2000年に行ったファン投票による20世紀の名馬選定企画「20世紀の名馬大投票」では80位に選ばれた。また『優駿』選出による「20世紀のベストホース100」にも名を連ねている。

## 競走成績
| 年月日 | 年月日 | 年月日 | 開催場 | 競走名                   | 頭数 | 人気 | 着順 | 距離（状態）  | タイム | 着差      | 騎手       | 斤量 | 馬体重 | 勝ち馬/（2着馬）     |
| ------ | ------ | ------ | ------ | ------------------------ | ---- | ---- | ---- | ------------- | ------ | --------- | ---------- | ---- | ------ | -------------------- |
| 1971   | 9.     | 19     | 阪神   | 新馬                     | 11   | 1    | 3着  | 芝1200m（重） | 1:16.1 | 0.4秒     | 安田伊佐夫 | 52   | 476    | シューエイ           |
|        | 10.    | 9      | 阪神   | 新馬                     | 15   | 1    | 1着  | 芝1200m（良） | 1:14.2 | 5馬身     | 安田伊佐夫 | 52   | 470    | （アルセーヌ）       |
|        | 10.    | 16     | 京都   | りんどう特別             | 21   | 2    | 2着  | 芝1400m（稍） | 1:25.7 | 0.1秒     | 安田伊佐夫 | 52   | 470    | アヤヒリュウ         |
|        | 10.    | 31     | 京都   | 野菊賞                   | 21   | 1    | 2着  | 芝1400m（不） | 1:29.1 | 0.0秒     | 安田伊佐夫 | 52   | 464    | マルブツフラワー     |
| 1973   | 7.     | 7      | 札幌   | 200万下                  | 7    | 1    | 1着  | ダ1800m（良） | 1:53.9 | 4馬身     | 田島日出雄 | 55   | 486    | （ヤマモンド）       |
|        | 7.     | 22     | 札幌   | 積丹特別                 | 7    | 1    | 1着  | ダ1800m（良） | 1:52.8 | 5馬身     | 田島日出雄 | 57   | 486    | （サザーランド）     |
|        | 8.     | 4      | 札幌   | 利尻特別                 | 8    | 1    | 1着  | ダ1800m（重） | 1:51.9 | 4馬身     | 田島日出雄 | 56   | 476    | （カネキプリンス）   |
|        | 8.     | 19     | 札幌   | オホーツクハンデキャップ | 10   | 1    | 4着  | ダ1800m（不） | 1:52.1 | 0.5秒     | 田島日出雄 | 58   | 478    | シャダイカール       |
|        | 9.     | 28     | 阪神   | 朝日チャレンジカップ     | 15   | 2    | 1着  | 芝2000m（重） | 2:06.6 | 2 1/2馬身 | 田島日出雄 | 54   | 480    | （シャダイオー）     |
|        | 10.    | 14     | 京都   | ハリウッドターフクラブ賞 | 7    | 1    | 1着  | 芝2400m（稍） | 2:31.8 | 2 1/2馬身 | 田島日出雄 | 55   | 488    | （メジロムサシ）     |
|        | 11.    | 4      | 東京   | 目黒記念（秋）           | 13   | 1    | 3着  | 芝2500m（良） | 2:33.4 | 0.5秒     | 田島日出雄 | 57   | 490    | ベルワイド           |
|        | 11.    | 25     | 東京   | 天皇賞（秋）             | 8    | 2    | 1着  | 芝3200m（良） | 3:22.7 | 2馬身     | 田島日出雄 | 58   | 500    | （ミリオンパラ）     |
|        | 12.    | 16     | 中山   | 有馬記念                 | 11   | 2    | 4着  | 芝2500m（良） | 2:36.7 | 0.3秒     | 田島日出雄 | 56   | 498    | ストロングエイト     |
| 1974   | 1.     | 13     | 京都   | オープン                 | 9    | 1    | 1着  | 芝1600m（良） | 1:36.4 | 3/4馬身   | 安田隆行   | 58   | 494    | （ケイスパーコ）     |
|        | 1.     | 27     | 京都   | オープン                 | 9    | 1    | 2着  | 芝1600m（良） | 1:36.6 | 0.1秒     | 安田隆行   | 58   | 494    | マチカネハチロー     |
|        | 2.     | 11     | 京都   | 京都記念（春）           | 10   | 1    | 2着  | 芝2400m（重） | 2:30.9 | 0.0秒     | 田島日出雄 | 61   | 492    | スカイリーダ         |
|        | 3.     | 10     | 阪神   | 大阪杯                   | 5    | 1    | 2着  | 芝2000m（不） | 2:08.2 | 0.4秒     | 田島日出雄 | 59   | 488    | キヨノサカエ         |
|        | 9.     | 8      | 阪神   | サファイヤステークス     | 9    | 1    | 3着  | 芝1600m（稍） | 1:35.6 | 0.8秒     | 田島日出雄 | 58   | 490    | タニノダーバン       |
|        | 10.    | 19     | 京都   | 京都大賞典               | 11   | 3    | 1着  | 芝2400m（良） | 2:29.6 | 4馬身     | 田島日出雄 | 57   | 490    | （ホウシュウエイト） |
|        | 11.    | 9      | 京都   | オープン                 | 9    | 1    | 1着  | 芝1600m（良） | 1:36.6 | 1 1/2馬身 | 河内洋     | 58   | 492    | （ロングワン）       |
|        | 12.    | 15     | 中山   | 有馬記念                 | 9    | 2    | 1着  | 芝2500m（稍） | 2:35.9 | 5馬身     | 田島日出雄 | 55   | 498    | （ハイセイコー）     |
| 1975   | 2.     | 9      | 京都   | 京都記念（春）           | 6    | 1    | 1着  | 芝2400m（稍） | 2:30.0 | 大差      | 田島日出雄 | 63   | 500    | （クラウンパレード） |
|        | 3.     | 15     | 阪神   | オープン                 | 6    | 1    | 1着  | 芝1600m（良） | 1:34.9 | 1/2馬身   | 河内洋     | 61   | 490    | （イットー）         |
|        | 4.     | 13     | 阪神   | マイラーズカップ         | 9    | 1    | 3着  | 芝1600m（不） | 1:36.3 | 0.2秒     | 田島日出雄 | 61   | 490    | キタノカチドキ       |

1. 競走名太字は八大競走。

## 主な産駒
中央競馬
- エントリーホープ（1978年産 1982年中日新聞杯2着）
- シバリッキー（1979年産 1984年阪神障害ステークス・春）
- ジャイアンツシチー（1979年産 1982年京王杯オータムハンデキャップ3着）

地方競馬
- マキブールバー（1978年産 1982年サラブレッド大賞典・荒尾）
- アサヒショウリ（1979年産 1981年ジュニアカップ・北海道、1983年日本中央競馬会理事長賞・北海道）
- オカノチカラ（1979年産 1984年開設12周年記念・佐賀、1985年大天山賞・佐賀）

## 血統表
| タニノチカラの血統（クラリオン系 / Solario4×5=9.38%、Phalaris5×5=6.25%） | タニノチカラの血統（クラリオン系 / Solario4×5=9.38%、Phalaris5×5=6.25%） | タニノチカラの血統（クラリオン系 / Solario4×5=9.38%、Phalaris5×5=6.25%） | （血統表の出典）  | （血統表の出典）  |
| 父 *ブランブルー Blanc Bleu 1959 鹿毛                                    | 父の父Klairon 1952 鹿毛                                                  | Clarion                                                                  | Djebel            | Djebel            |
| 父 *ブランブルー Blanc Bleu 1959 鹿毛                                    | 父の父Klairon 1952 鹿毛                                                  | Clarion                                                                  | Columba           |                   |
| 父 *ブランブルー Blanc Bleu 1959 鹿毛                                    | 父の父Klairon 1952 鹿毛                                                  | Kalmia                                                                   | Kantar            | Kantar            |
| 父 *ブランブルー Blanc Bleu 1959 鹿毛                                    | 父の父Klairon 1952 鹿毛                                                  | Kalmia                                                                   | Sweet Lavender    |                   |
| 父 *ブランブルー Blanc Bleu 1959 鹿毛                                    | 父の母Sans Tares 1939 栗毛                                               | Sind                                                                     | Solario           | Solario           |
| 父 *ブランブルー Blanc Bleu 1959 鹿毛                                    | 父の母Sans Tares 1939 栗毛                                               | Sind                                                                     | Mirawala          |                   |
| 父 *ブランブルー Blanc Bleu 1959 鹿毛                                    | 父の母Sans Tares 1939 栗毛                                               | Tara                                                                     | Teddy             | Teddy             |
| 父 *ブランブルー Blanc Bleu 1959 鹿毛                                    | 父の母Sans Tares 1939 栗毛                                               | Tara                                                                     | Jean Gow          |                   |
| 母 タニノチエリ 1963 栗毛                                                | 母の父*ティエポロ Tiepolo 1955 鹿毛                                      | Blue Peter                                                               | Fairway           | Fairway           |
| 母 タニノチエリ 1963 栗毛                                                | 母の父*ティエポロ Tiepolo 1955 鹿毛                                      | Blue Peter                                                               | Fancy Free        |                   |
| 母 タニノチエリ 1963 栗毛                                                | 母の父*ティエポロ Tiepolo 1955 鹿毛                                      | Trevisana                                                                | Niccolo Dell'Arca | Niccolo Dell'Arca |
| 母 タニノチエリ 1963 栗毛                                                | 母の父*ティエポロ Tiepolo 1955 鹿毛                                      | Trevisana                                                                | Tofanella         |                   |
| 母 タニノチエリ 1963 栗毛                                                | 母の母*シーマン Seaman 1951 栗毛                                         | Able Seaman                                                              | Admiral's Walk    | Admiral's Walk    |
| 母 タニノチエリ 1963 栗毛                                                | 母の母*シーマン Seaman 1951 栗毛                                         | Able Seaman                                                              | Charameuse        |                   |
| 母 タニノチエリ 1963 栗毛                                                | 母の母*シーマン Seaman 1951 栗毛                                         | Vermah                                                                   | Vermeer           | Vermeer           |
| 母 タニノチエリ 1963 栗毛                                                | 母の母*シーマン Seaman 1951 栗毛                                         | Vermah                                                                   | Marheke F-No.12-g |                   |